# Inverness (Flórida)
Inverness é uma cidade localizada no estado americano da Flórida, no condado de Citrus, do qual é sede. Foi incorporada em 1919.

## Geografia
De acordo com o United States Census Bureau, a cidade tem uma área de 19,9 km², onde 19,7 km² estão cobertos por terra e 0,2 km² por água.

### Localidades na vizinhança
O diagrama seguinte representa as localidades num raio de 16 km ao redor de Inverness.

## Demografia
Segundo o censo nacional de 2010, a sua população é de 7 210 habitantes e sua densidade populacional é de 366,3 hab/km². É a localidade mais populosa do condado de Citrus, bem como a que, em 10 anos, teve o maior crescimento populacional do condado. Possui 3 974 residências, que resulta em uma densidade de 201,9 residências/km².

## Geminações
- Inverness, Highland, Escócia [5]